# Puma Swede
Johanna Jussinniemi (født 13. september 1976 i Stockholm), bedre kendt under sit kunstnernavn Puma Swede, er en svensk pornoskuespiller og stripper. Den første del af hendes kunstnernavn kommer fra sportsvognen Ford Puma. Siden 2005 har hun medvirket i omkring 120 pornofilm.
Swede er af finsk afstamning, idet begge hendes forældre oprindeligt er fra Finland, og hun har siden 2004 været bosiddende i Los Angeles, Californien.
Swede arbejdede som computersælger i Sverige og senere som glamourmodel, før hun gik over til pornofilm. Hun udførte oprindeligt kun lesbiske scener, men indspillede sin første scene med en mand i 2005 i pornofilmen School of Hardcore for selskabet AntiInnocence Video, som hun tidligere var kontrakt hos.
Hun modtog i 2009 en AVN Award-nominering som "Web Starlet of the Year" og en XBIZ Award-nominering som "Web Babe / Starlet of the Year". I 2010 medvirkede hun i sin første mainstreamfilm, en cameo i komedien The 41-Year-Old Virgin Who Knocked Up Sarah Marshall and Felt Superbad About It.